# Stefan Melak

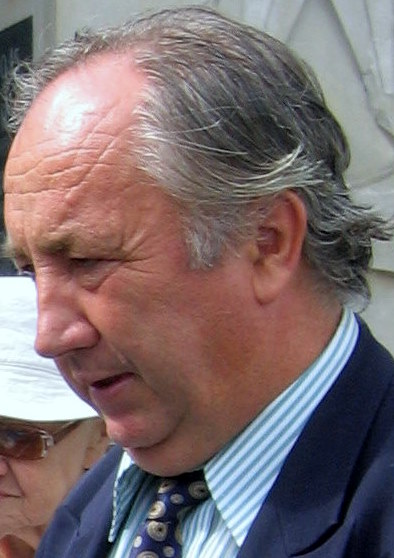
Stefan Melak

Stefan Melak (* 13. August 1946 in Warschau; † 10. April 2010 bei Smolensk) war ein polnischer Bürgerrechtler und Journalist.
Melak studierte von 1965 bis 1974 Jura an der Universität Warschau, wo er sich 1968 an den Studentenprotesten beteiligte. Von 1972 bis 1981 war er Mitarbeiter des Fundusz Wczasów Pracowniczych. Mit Pater Wacław Karłowicz gründete er 1974 den Kreis der nationalen Erinnerung (Kreg Pamięci Narodowej), der Vorträge zu von den polnischen Behörden unerwünschten Themen organisierte und erste Gedenkveranstaltungen für die Opfer des Massakers von Katyn auf dem Powązki-Friedhof in Warschau durchführte.
1979 gründete er mit Pater Karłowicz das konspirative Katyn-Komitee. Von 1979 bis 1985 war er Mitglied der oppositionellen Konfederacja Polski Niepodległej, von 1980 bis 1983 als Leiter von deren Zentraldistrikt von Verantwortlicher für den Druck und Vertrieb von Publikationen. Daneben war er Redaktionsmitglied unabhängiger Zeitschriften wie Niepodległość und Gazeta Polska und Mitarbeiter des Komitet Obrony Więzionych za Przekonania (KOWzP).
Nach der Verhängung des Kriegsrechtes 1981 wurde er wegen antikommunistischer Aktivitäten und Teilnahme an Treffen der Solidarność interniert. Zwischen 1892 und 1989 arbeitete er als Redakteur und Herausgeber in einem Untergrundverlag und veranstaltete Wallfahrten zum Jasna Góra, Kundgebungen, Vorträge und Unterschriftensammlungen. Mehrfach kam er wegen dieser Aktivitäten in Haft.
In den 1990er Jahren entwarf Melak Denkmäler und Kreuze für die ermordeten Polen in Katyn, Mednoje und Charkow. Daneben organisierte er Jubiläumsfeiern, patriotische Messen, Ausstellungen und historische Lesungen. Ab 2006 war er Redaktionsmitglied und Kolumnist der Gazeta Polska und Nasz Dziennik.
Am 10. April 2010 kam Melak beim Flugunfall von Smolensk 2010 ums Leben. Nach dem Komturkreuz (2006) wurde ihm 2010 posthum das Komturkreuz mit Stern des Orden Polonia Restituta verliehen.